# هيو هيل
هيو هيل (بالإنجليزية: Hugh Hill) هو لاعب كرة قاعدة أمريكي، ولد في 21 يوليو 1879 في رينغولد في الولايات المتحدة، وتوفي في 6 سبتمبر 1958 في سينسيناتي في الولايات المتحدة.

## وصلات خارجية
- هيو هيل على موقعبيزبول رفرنس.كوم (الدوري الرئيسي) (الإنجليزية)
- هيو هيل على موقعبيزبول رفرنس.كوم (الدوري الثانوي) (الإنجليزية)